# Сираки
Сираки — сарматское племя, кочевавшее с IV века до н. э. в приазовских степях к северу от реки Кубань. Как до, так и после прихода сираков эти территории населяли меоты.

## Общие сведения
Страбон свидетельствует :
 — аорсы и сираки «простираются на юг до Кавказских гор; они частью кочевники, частью живут в шатрах и занимаются земледелием».
 — Эти аорсы и сираки являются, видимо, изгнанниками племён, живущих выше, а аорсы обитают севернее сираков Античности.

## Столица
- «город Успа, укреплённый стенами и рвами» был разрушен римскими легионами, при поддержке конной дружины аорсов.

Местонахождение города «Успа» пока не установлено. Выдвигаются самые различные гипотезы о его местонахождении.

## Правители сираков
Известные имена царей сираков:
- Арифарн(ес) — (309 год до н. э.)[2]
- Абеак(ос) — (47 год до н. э.)[3]
- Зорсин(ес) — (49 год н. э.)[4]

## Военные действия[5]
35 год н. э. — Тацит упоминал, что сираки воевали на стороне царя Иверии Фарасмана, против Парфии и Армении.

### Сираки на стороне Митридата VIII
49 год н. э. — сираки и часть меотов (предков адыгов) воевали на стороне Митридата VIII, против римских легионов и конной дружины аорсов. Сираки, возглавляемые царём Зорсином, были разгромлены, столица Успе разрушена. Лишившись союзников, Митридат VIII сдался на милость царя аорсов Эвнона.
Об этих трагических для сираков событиях Тацит сообщает:
… они (римляне и аорсы) направляются в земли сираков и, перейдя реку Панду, со всех сторон подступают к городу Успе, расположенному на высоте и укреплённому стенами и рвами; впрочем, его стены были не из камня, а из сплетённых прутьев с насыпанной посередине землёй и поэтому не могли противостоять натиску нападавших, которые приводили в смятение осажденных, забрасывая их с возведённых для этого высоких башен пылавшими головнями и копьями. И если бы ночь не прервала сражения, город был бы обложен и взят приступом в течение одного дня.
На следующий день осажденные (сираки) прислали послов, просивших пощадить горожан свободного состояния и предлагавших победителям десять тысяч рабов. Эти условия были отвергнуты, так как перебить сдавшихся было бы бесчеловечной жестокостью, а сторожить такое множество — затруднительно: пусть уж лучше они падут по закону войны; и проникшим в город с помощью лестниц воинам был подан знак к беспощадной резне. Истребление жителей Успе вселило страх во всех остальных решивших, что больше не стало безопасных убежищ, раз неприятеля не могут остановить ни оружие, ни крепости, ни труднодоступные и высокогорные местности, ни реки, ни города.

И вот Зорсин после долгих раздумий, поддержать ли попавшего в беду Митридата или позаботиться о доставшемся ему от отца царстве, решил, наконец, предпочесть благо своего народа и, выдав заложников, простерся ниц перед изображением Цезаря, что принесло великую славу римскому войску, которое, одержав почти без потерь победу, остановилось, как стало известно, в трёх днях пути от реки Танаиса.

### 193 год
193 год — сираки вновь были разгромлены войском боспорского царя Савромата II.

## Дальнейшая история
Предположительно, большая часть оставшихся в живых сираков подверглись эллинизации, попав в зависимость от Боспорского царства, и далее, как и большинство сарматов, участвовали в формировании этноса аланов.
Предположительно, меньшая часть сираков в начале нашей эры была ассимилированна меотами.
В своей статье «К этногенезу адыгов» П. У. Аутлев, сделал нижеследующий вывод:
ассимиляция произошла естественно-историческим путём, а не путём завоевания сираков меотами или напротив завоевания меотов сираками…. в антропологическом отношении брахикранные сираки оказали существенное влияние (путём смешанных браков) на восточных адыгов-кабардинцев, а западные адыги сохраняют долихокранный европеоидный тип…
В своей книге «Древнее золото Кубани» Н. В. Анфимов, также сделал вывод, что в I в. до н. э. произошло вклинивание сираков в меотскую среду, которые осели среди аборигенного населения. Но какой либо смены культуры не произошло. Господствующей оставались меотская культура и меотский язык. Пришлые сираки были ассимилированы меотами.
Далее, П. У. Аутлев сделал вывод, что появление в адыгском Нартском эпосе такого героя как нарт Саусырыкъу (в переводе с осетинского — смуглый сирак, адыгского перевода — не существует), связано именно с принятием сираков. Однако согласно другим данным имя Сосруко (кабард.-черк. Сосрыкъуэ) с кабардино-черкесского языка буквально переводится как «сын Соса», где «Сос» — это имя личное, а «къуэ» — «сын» или «потомок». В адыгском нартском эпосе Сосрыкъуэ является таким же именем, как и у других нартов, как Бадынокъо, Шъэбатынокъо, Бэтэкъо и др., где имена происходят от имени отца, с прибавлением слова «къо» — «сын». В то время как у осетин героя эпоса зовут вовсе не Сосруко, а Сослан.